# Cedric Bixler-Zavala

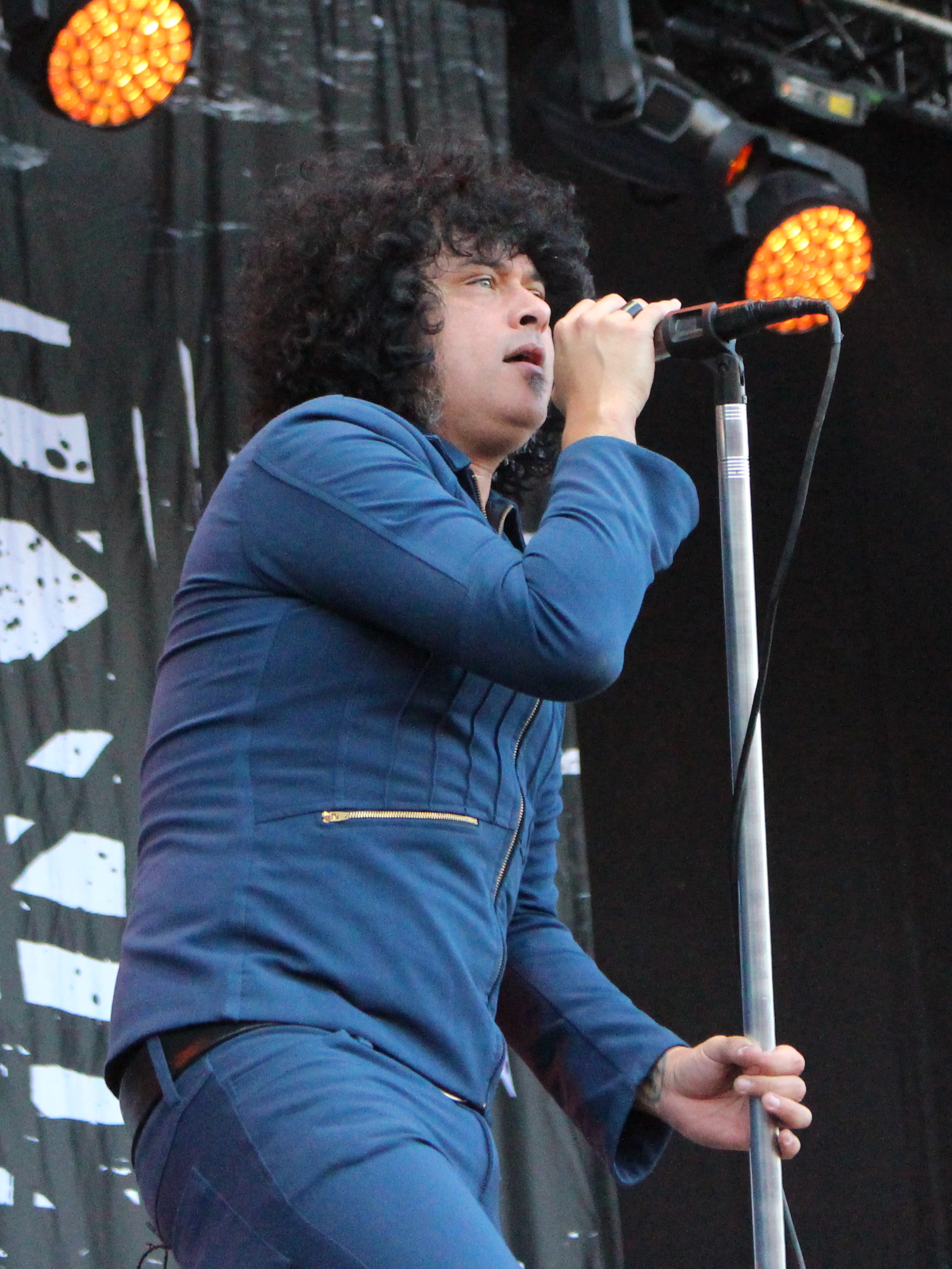
Cedric Bixler-Zavala, 2017

Cedric Bixler-Zavala (* 4. November 1974 in Redwood City, Kalifornien) ist ein US-amerikanischer Musiker. Er wurde als Sänger der Post-Hardcore-Band At the Drive-In bekannt. Daneben spielte Cedric Schlagzeug bei der Band De Facto zusammen mit Omar Rodriguez-Lopez (Bass, bei At the Drive-In Gitarre) und dem später verstorbenen Jeremy Ward (Gesang). Nach der Auflösung von At the Drive-In gründete er zusammen mit Omar Rodriguez-Lopez die Progressive-Rock-Band The Mars Volta. 2014 gründete er erneut eine Band mit Rodriguez-Lopez, Antemasque, die im Juli 2014 ihr gleichnamiges Debütalbum veröffentlichten.

## Diskografie

### Mit De Facto
- 456132015 (2001)
- How Do You Dub? You Fight For Dub. You Plug Dub In. (2001)
- ¡Megaton Shotblast! (2001)
- Légende du Scorpion à Quatre Queues (2001)

### Mit Antemasque
- Antemasque (2014)